# Lost in the Echo
Lost in the Echo è un singolo del gruppo musicale statunitense Linkin Park, pubblicato il 3 agosto 2012 come secondo estratto dal quinto album in studio Living Things.

## Descrizione
Inizialmente intitolato Holding Company (demo successivamente inserita in Underground XIII) il brano è stato realizzato tra la fine di febbraio e l'inizio di marzo 2012. Si tratta della traccia d'apertura dell'album, caratterizzata da un suono potente, chitarre distorte e dal rapping di Mike Shinoda nelle strofe che si alterna al ritornello cantato di Chester Bennington, il quale si cimenta nello screaming durante il bridge e nel finale. Shinoda, in occasione di un'intervista concessa al sito HuffPost, ha spiegato come il brano rappresenti una via di mezzo ben riuscita tra lo stile degli esordi e quello degli album successivi.

## Pubblicazione
L'uscita di Lost in the Echo come singolo è stata piuttosto travagliata: secondo quanto riportato sulle edizioni promozionali del disco, la sua uscita era programmata per il 23 luglio e successivamente spostata nel mese di agosto, entrando tuttavia in rotazione radiofonica il 3 di quest'ultimo mese in Italia. Il 5 ottobre il singolo è stato pubblicato unicamente per il download digitale attraverso l'iTunes Store britannico, contenente il brano omonimo, una versione remixata dai KillSonik e da una versione ridotta di quest'ultima. Pochi giorni più tardi, il singolo è stato rimosso dall'iTunes Store e rimpiazzato il successivo 19 ottobre da una nuova versione che esclude la versione ridotta del remix.
Il 29 giugno il gruppo ha pubblicato un lyric video del brano sul proprio canale YouTube.
Il remix realizzato dai KillSonik è stato successivamente inserito nella lista tracce dell'album di remix Recharged, pubblicato nel 2013.

## Video musicale
Il video, co-diretto da Jason Zada e da Jason Nickel, è stato filmato a Detroit tra il 1º e il 2 luglio e trasmesso in anteprima mondiale il 29 agosto attraverso un sito apposito. Mike Shinoda ha spiegato che si tratta di un video interattivo, «realizzato per trasportarti nel mondo del brano». Per poter accedere alla visualizzazione del video è necessario disporre di un account personale di Facebook: in questo modo il video prende immagini casuali dal proprio account per creare la storia del video.
Il video è l'unico del gruppo che non mostra nessuno dei componenti (se si escludono alcune fotografie in cui vengono ritratti) ed è ambientato in un futuro post-apocalittico dove le fotografie non esistono, e mostra un uomo (interpretato dal rapper Gino the Ghost) camminare per una città abbandonata con una valigia in mano. Entrato in un edificio abbandonato, l'uomo apre la valigia e distribuisce a numerose persone giunte anch'esse sul posto alcune foto, le quali ritraggono numerose immagini tratte dal proprio account di Facebook. I personaggi, dopo aver visto le foto, esprimono "risposte emotive estreme" e successivamente si tramutano in cenere.
Il 4 settembre il gruppo ha pubblicato sul proprio canale di YouTube la versione non interattiva del video.
Il filmato ha ottenuto un O Music Award come "Miglior video interattivo".

## Tracce
CD promozionale (Regno Unito)
1. Lost in the Echo (Album Version) – 3:27
2. Lost in the Echo (Instrumental Version) – 3:32

CD promozionale (Europa)
1. Lost in the Echo (Album Version) – 3:27

Download digitale (Regno Unito)
1. Lost in the Echo – 3:25
2. Lost in the Echo (KillSonik Remix) – 5:09
3. Lost in the Echo (KillSonik Remix) (Edit) – 3:30 – assente nella seconda edizione

## Formazione
Hanno partecipato alle registrazioni, secondo le note di copertina di Living Things:
Gruppo
- Chester Bennington – voce
- Rob Bourdon – batteria, cori
- Brad Delson – tastiera, programmazione, cori
- Phoenix – basso, cori
- Joe Hahn – giradischi, campionatore, cori
- Mike Shinoda – voce, chitarra, pianoforte, tastiera, programmazione

Produzione
- Rick Rubin – produzione
- Mike Shinoda – produzione, ingegneria del suono
- Brad Delson – produzione aggiuntiva
- Ethan Mates – ingegneria del suono
- Andrew Hayes – assistenza tecnica
- Jerry Johnson – tecnico alla batteria in studio
- Ryan DeMarti – coordinazione della produzione dell'album
- Manny Marroquin – missaggio
- Chris Gallandm Del Bowers – assistenza missaggio
- Brian Gardner – mastering

## Classifiche
| Classifica (2012)                | Posizione massima |
| -------------------------------- | ----------------- |
| Belgio (Fiandre)                 | 133               |
| Canada (rock)                    | 40                |
| Francia                          | 150               |
| Germania                         | 68                |
| Regno Unito                      | 175               |
| Regno Unito (rock & metal)       | 4                 |
| Stati Uniti                      | 95                |
| Stati Uniti (alternative)        | 12                |
| Stati Uniti (mainstream rock)    | 7                 |
| Stati Uniti (rock & alternative) | 10                |

## Date di pubblicazione
| Paese       | Data di pubblicazione | Formato           |
| ----------- | --------------------- | ----------------- |
| Italia      | 3 agosto 2012         | Airplay           |
| Regno Unito | 5 ottobre 2012        | Download digitale |